# Brückentor (Schweinfurt)

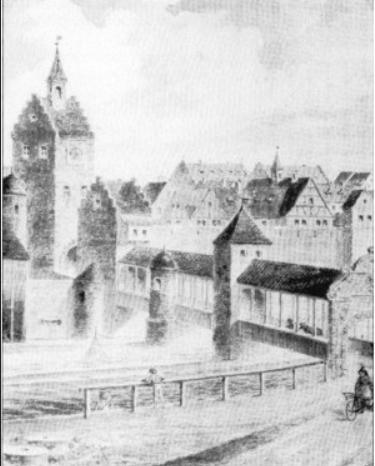
Brückentor mit Staubbrücke vor 1833

Das Brückentor war ein Doppeltor in Schweinfurt. Es wurde als erstes der sechs (äußeren) Schweinfurter Stadttore bereits 1832/33 abgebrochen.

## Übersicht der Schweinfurter Stadttore
Die Reichsstadt Schweinfurt besaß nach der Stadterweiterung im 15. Jahrhundert (siehe: Altstadt, Stadterweiterung) und dem Abbruch zweier dadurch unnötig gewordener, innerer Tore fünf Stadttore. Vom Süden am Main beginnend waren das (gegen den Uhrzeigersinn) Brückentor, Mühltor, Obertor, Spitaltor und Fischertor. Dazu kam als sechstes Tor später noch das Neutor. Alle Tore wurden im 19. Jahrhundert abgerissen.

## Lage
Das Brückentor lag am Ende der heutigen Brückenstraße, der einstigen Brückengasse, an der Südwestecke des Stadtviertels Zürch. Vor dem Brückentor querte die Staubbrücke den Main, an Stelle der heutigen Maxbrücke.

## Geschichte

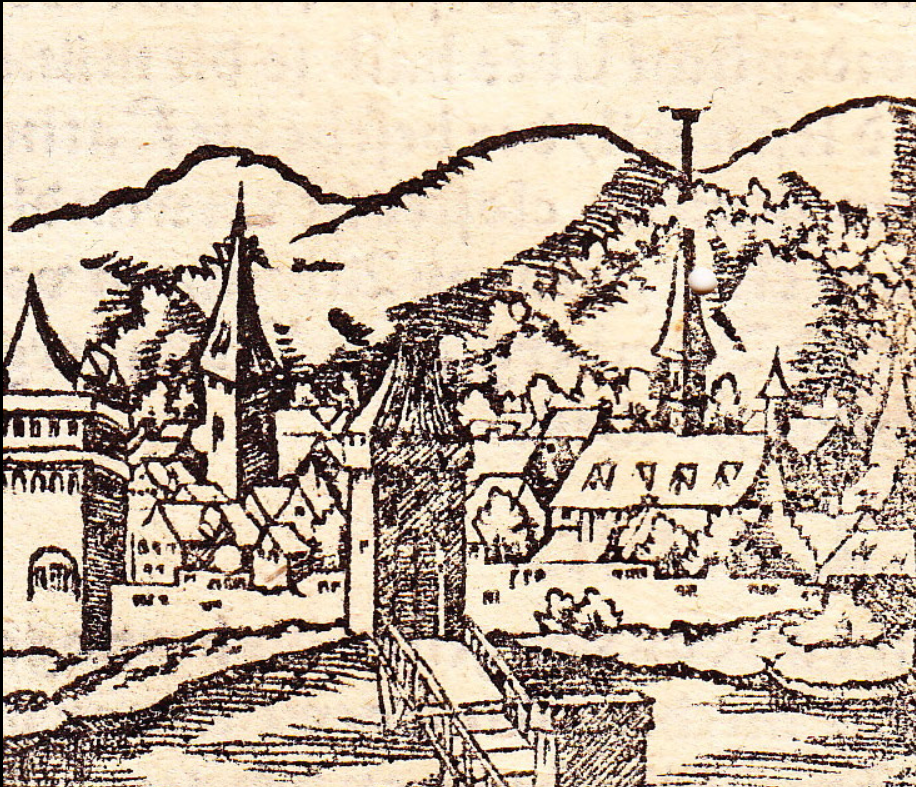
Brückentor noch nicht als Doppeltor, vor dem Zweiten Stadtverderben (1554) Cosmographia von S. Münster, 1550

Vor dem sog. Zweiten Stadtverderben von 1554 (siehe: Schweinfurt, Frühe Neuzeit) besaß das Brückentor nur einen Turm (siehe rechtes Bild). 
Der äußere Brückentorturm wurde bereits im Jahr 1832 und der innere im Jahr 1833 abgerissen, weshalb es keine Fotos vom Brückentor gibt. Das Haus zwischen den Türmen, der Zwinger, wich 1853 der Verlängerung der Ludwigs-Westbahn vom Stadtbahnhof nach Würzburg.

## Beschreibung
Zwischen beiden Tortürmen lag ein Zwinger. Neben dem Hauptausgang des Brückentors zur Staubbrücke gab es noch zwei Nebenausgänge. Der Zwinger besaß nach Osten ein Tor, das in einen zweiten, viel größeren Zwinger führte, der zwischen Stadtmauer und dem Zürch entlang führte. Eine kurze Gasse trägt hier heute noch den Namen Zwinger. Zudem gab es das sogenannte Gerberstieglein, eine Pforte mit einer Treppe, welche den zeitweise 31 Gerbern erlaubte, die Stadt auch außerhalb der Zeiten zu verlassen, in welchen das Tor geöffnet war.

## Schauplatz historischer Ereignisse
Der Zwinger war der Schauplatz zweier wichtigerer Ereignisse. 
Im Jahr 1532 fand dort eine Religionsversammlung statt, zu welcher auch die Kurfürsten von Mainz und der Pfalz, der Kurprinz von Sachsen und der sächsische Hofprediger Georg Spalatin erschienen. 
Nach einem Kupferstich des 19. Jahrhunderts war der Zwinger Gründungsort der Kaiserlich Leopoldinisch-Carolinisch Deutschen Akademie der Naturforscher, die 1652 in Schweinfurt gegründet wurde heute als Deutsche Akademie der Naturforscher Leopoldina ihren Sitz in Halle (Saale) hat und 2008 Nationale Akademie der Wissenschaften wurde.